# Ursula Bruhin
Ursula Bruhin (ur. 19 marca 1970 w Schwyzu) – szwajcarska snowboardzistka, dwukrotna medalistka mistrzostw świata.

## Kariera
W zawodach Pucharu Świata zadebiutowała 17 stycznia 2001 roku w Kronplatz, zajmując dziewiąte miejsce w gigancie równoległym (PGS). Tym samym już w swoim debiucie wywalczyła pierwsze pucharowe punkty. Pierwszy raz na podium zawodów tego cyklu stanęła 2 marca 2002 roku w Sapporo, wygrywając rywalizację w slalomie równoległym (PSL). W zawodach tych wyprzedziła Austriaczkę Heidi Krings i Francuzkę Isabelle Blanc. Łącznie 29 razy stawała na podium zawodów PŚ, odnosząc przy tym dwanaście zwycięstw: 4 w slalomie równoległym oraz 8 w gigancie równoległym. Najlepsze wyniki osiągnęła w sezonach 2001/2002 i 2002/2003, kiedy to triumfowała w klasyfikacji PAR. W tej samej konkurencji była też druga w sezonach 2003/2004 i 2004/2005 oraz trzecia w sezonie 2005/2006.
Pierwszy medal wywalczyła na mistrzostwach świata w Madonna di Campiglio w 2001 roku, gdzie zwyciężyła w gigancie równoległym. Wyprzedziła tam Rosey Fletcher z USA i Austriaczkę Manuelę Riegler. Wynik ten powtórzyła podczas mistrzostw świata w Kreischbergu, tym razem pokonując Julie Pomagalski z Francji i Niemkę Heidi Renoth. Była też między innymi siódma w tej konkurencji mistrzostwach świata w Whistler w 2005 roku. Brała też udział w igrzyskach olimpijskich w Turynie w 2006 roku, kończąc rywalizację w gigancie równoległym na siódmej pozycji.
W 2006 r. zakończyła karierę.

## Osiągnięcia

### Igrzyska olimpijskie
| Miejsce | Dzień     | Rok  | Miejscowość | Konkurencja       | Zwyciężczyni  |
| ------- | --------- | ---- | ----------- | ----------------- | ------------- |
| 7.      | 23 lutego | 2006 | Turyn       | Gigant równoległy | Daniela Meuli |

### Mistrzostwa świata
| Miejsce | Dzień       | Rok  | Miejscowość          | Konkurencja       | Zwyciężczyni       |
| ------- | ----------- | ---- | -------------------- | ----------------- | ------------------ |
| 1.      | 24 stycznia | 2001 | Madonna di Campiglio | Gigant równoległy | -                  |
| 1.      | 13 stycznia | 2003 | Kreischberg          | Gigant równoległy | -                  |
| DSQ     | 15 stycznia | 2003 | Kreischberg          | Slalom równoległy | Isabelle Blanc     |
| 7.      | 18 stycznia | 2005 | Whistler             | Gigant równoległy | Manuela Riegler    |
| 9.      | 19 stycznia | 2005 | Whistler             | Slalom równoległy | Lindsey Jacobellis |
| 17.     | 14 stycznia | 2007 | Arosa                | Snowcross         | Daniela Meuli      |

### Puchar Świata

#### Miejsca w klasyfikacji generalnej
- sezon 2000/2001: 98.
- sezon 2001/2002: -
- sezon 2002/2003: -
- sezon 2003/2004: -
- sezon 2004/2005: -
- sezon 2005/2006: 7.

#### Miejsca na podium
1. Sapporo – 2 marca 2002 (slalom równoległy) – 1. miejsce
2. Tandådalen – 20 marca 2002 (gigant równoległy) – 2. miejsce
3. Valle Nevado – 15 września 2002 (gigant równoległy) – 2. miejsce
4. Sölden – 29 października 2002 (gigant równoległy) – 3. miejsce
5. Sölden – 30 października 2002 (slalom równoległy) – 1. miejsce
6. Tandådalen – 6 grudnia 2002 (slalom równoległy) – 2. miejsce
7. Tandådalen – 6 grudnia 2002 (gigant równoległy) – 2. miejsce
8. Stoneham – 20 grudnia 2002 (gigant równoległy) – 1. miejsce
9. Serre Chevalier – 9 marca 2003 (slalom równoległy) – 2. miejsce
10. Arosa – 14 marca 2003 (gigant równoległy) – 1. miejsce
11. Sölden – 19 października 2003 (slalom równoległy) – 1. miejsce
12. Landgraaf – 26 października 2003 (slalom równoległy) – 2. miejsce
13. Whistler – 12 grudnia 2003 (gigant równoległy) – 1. miejsce
14. Stoneham – 21 grudnia 2003 (gigant równoległy) – 1. miejsce
15. L’Alpe d’Huez – 10 stycznia 2004 (gigant równoległy) – 3. miejsce
16. Maribor – 3 lutego 2004 (gigant równoległy) – 3. miejsce
17. Sapporo – 21 lutego 2004 (slalom równoległy) – 3. miejsce
18. Mount Bachelor – 5 marca 2004 (gigant równoległy) – 3. miejsce
19. Sölden – 16 października 2004 (gigant równoległy) – 2. miejsce
20. Kronplatz – 4 grudnia 2004 (gigant równoległy) – 1. miejsce
21. Bad Gastein – 17 grudnia 2004 (slalom równoległy) – 1. miejsce
22. Petersburg – 7 stycznia 2005 (slalom równoległy) – 2. miejsce
23. Winterberg – 6 lutego 2005 (slalom równoległy) – 2. miejsce
24. Bardonecchia – 9 lutego 2005 (gigant równoległy) – 1. miejsce
25. Sapporo – 18 lutego 2005 (gigant równoległy) – 3. miejsce
26. Tandådalen – 16 marca 2005 (gigant równoległy) – 1. miejsce
27. Le Relais – 17 grudnia 2005 (gigant równoległy) – 1. miejsce
28. Kreischberg – 8 stycznia 2006 (gigant równoległy) – 3. miejsce
29. Szukołowo – 1 marca 2006 (slalom równoległy) – 3. miejsce

- w sumie 12 zwycięstw, 9 drugich i 8 trzecich miejsc.